# 2021.
◄ | 20. stoljeće | 21. stoljeće | 22. stoljeće | ►
◄ | 1990-ih | 2000-ih | 2010-ih | 2020-ih | 2030-ih | 2040-ih | 2050-ih | ►
◄◄ | ◄ | 2018. | 2019. | 2020. | 2021. | 2022. | 2023. | 2024. | ► | ►►
Arhitektura • Astronautika • Astronomija • Biologija • Film • Fotografija • Glazba • Kazalište • Kemija • Kiparstvo • Knjige • Književnost • Kršćanstvo • Meteorologija • Medicina • Planinarstvo • Politika • Pravo • Promet • Slikarstvo • Strip • Šport • Televizija • Znanost • Zrakoplovstvo • Željeznički promet
2021. (MMXXI) je druga godina desetljeća 2020-ih i dvadeset prva godina trećega tisućuljeća. Započela je u petak, 1. siječnja, a završit će također u petak, 31. prosinca. Budući da je pandemija COVID-19 tijekom 2020. uzrokovala poremećaje na svjetskoj razini, mnogi su događaji odgođeni za 2021. godinu kao što su Pjesma Eurovizije, Europsko nogometno prvenstvo, Ljetne olimpijske i Paraolimpijske igre te Svjetska izložba
Odlukom Europske komisije 2021. proglašena je Europskom godinom željeznice. Odlukom Hrvatskog sabora proglašena Godinom Marka Marulića, u spomen na 500. godišnjicu objave Judite te Godinom čitanja u RH U Katoličkoj Crkvi proglašene su Jubilejska godina svetog Josipa i Ignacijeva godina.

## Događaji

### Siječanj
- 1. siječnja – Ujedinjeno Kraljevstvo napustilo Europsku uniju. Afričko kontinentalno područje slobodne trgovine (AfCFTA) stupilo na snagu.[3]
- 2. siječnja – dan žalosti povodom potresa koji je 29. prosinca 2020. pogodio Banovinu.[4]
- 3. siječnja – povodom potresa, Hrvatska je dobila humanitarnu pomoć iz 20 država uključujući Tursku, Njemačku i Švedsku. Dan žalosti u Hrvatskoj povodom smrti osmero mladih Hrvata u Posušju.[5]
- 3. siječnja – skijašica Petra Vlhová pobijedila tradicionalni ženski slalom Svjetskoga skijaškog kupa na zagrebačkom Sljemenu.
- 4. siječnja – tijekom ranoga jutra zabilježena su nova podrhtavanja tla na području središnje Hrvatske. Također je dva dana kasnije zabilježen i još jedan jak potres u Hrvatskoj.
- 5. siječnja – Saudijska Arabija ponovno otvara svoju granicu s Katarom, završavajući trogodišnju diplomatsku krizu.
- 6. siječnja – Veliki juriš na Kapitol Sjedinjenih Država. Trumpove pristaše probile u zgradu tijekom poslijepodnenvih sati.[6][7]
- 7. siječnja – Irak izdaje tjeralicu za Donalda Trumpa zbog atentata na Qasema Soleimanija.[8]
- 12. siječnja – Adobe Flash Player u potpunosti je prekinuo s radom. Istekao je 31. prosinca 2020.[9]
- 20. siječnja – inauguracija Josepha Bidena, 46. američkog predsjednika.[10]

### Ožujak
- 8. ožujka – zakazano suđenje četvorici policajaca koji su sudjelovali u ubojstvu Georgea Floyda.[11]
- 18. ožujka – Zagrebački Dinamo velikom pobjedom nad Tottenhamom s 3:0 (3:2) nakon oba produžetka ušao u četvrtfinale Europske lige. Utakmica se odigrala na zagrebačkom Maksimiru, a sva tri pogotka zabio je Mislav Oršić.

### Travanj
- 19. travnja – Poletio helikopter Ingenuity, uspostavljajući prvi let na drugom planetu u povijesti.

### Svibanj
- 2. svibnja – Zakazan peti let helikoptera Ingenuity.

- 18. svibnja – 22. svibnja – Pjesma Eurovizije 2020. trebala bi biti održana u Rotterdamu u Nizozemskoj nakon otkazivanja natjecanja 2020. godine zbog pandemije virusa COVID-19.[12][13]

### Lipanj
- 12. lipnja – Hrvatska nogometna reprezentacija izgubila od Engleske rezultatom 1:0 u prvoj utakmici skupine Eura 2020. i time po prvi puta otvorila Europsko prvenstvo porazom.
- 18. lipnja – Hrvatska nogometna reprezentacija remizirala rezultatom 1:1 protiv Češke u drugoj utakmici grupne faze Eura 2020.
- 22. lipnja – Hrvatska nogometna reprezentacija pobijedila Škotsku rezultatom 3:1 u trećoj utakmici grupne faze Eura 2020. i time po prvi puta pobijedila ovu reprezentaciju. Zanimljivo je da je i ovo prvi put da je Hrvatska pobijedila treću utakmicu skupine na europskim prvenstvima.
- 25. lipnja – Olujno nevrijeme drugi put u mjesec dana pogađa Požegu i okolicu, s velikim štetama na imovini i okolišu.
- 28. lipnja – Hrvatska nogometna reprezentacija izgubila od Španjolske u osmini finala Eura 2020. rezultatom 3:5 (3:3) nakon produžetaka. Hrvatska je do 84. minute gubila 1:3, no dvama se brzim pogodcima u 85. i 92. minuti vraća u igru za četvrtfinale, ali prima dva pogotka u prvom produžetku koji postaju nedostižni za Vatrene. Utakmicu je obilježila i kardinalna greška Španjolca Azpilicuetea koji zabija svoj prvi gol u dresu Španjolske – autogol. Američki ESPN FC neslužbeno je utakmicu proglasio najboljom na turniru, a njemački Bild ovu utakmicu u naslovu naziva "najboljom utakmicom Europskog prvenstva". Ovo je druga utakmica u povijesti europskih prvenstava po broju postignutih golova. Rekord drži utakmica između Jugoslavije i Francuske na Euru 1960. (5:4) koja je odvela Jugoslaviju u finale. Zanimljivo je i da je dan poslije utakmice, Hrvatska radiotelevizija u emisiji Europeo objavila kratki intervju s bivšim svjetskim šahovskim prvakom Viswanathanom Anandom koji u hrvatskom dresu navija za Hrvatsku uoči velikog šahovskog turnira koji će se održati u Zagrebu.

### Srpanj
- 10. srpnja – Hrvatski tenisači Nikola Mektić i Mate Pavić osvojili Wimbledon u konkurenciji muških parova. To je prvi hrvatski par s Grand Slam naslovom.

- 11. srpnja – Talijanska nogometna reprezentacija osvojila naslov europskog prvaka po drugi puta u svojoj povijesti pobjedom nad reprezentacijom Engleske na Wembleyu nakon izvođenja jedanaesteraca rezultatom 1:1 (4:3).

- 30. srpnja – na Olimpijskim igrama odigralo se tenisko finale u muškim parovima kojega su činila oba para iz Hrvatske, Nikola Mektić i Mate Pavić te Marin Čilić i Ivan Dodig. Finale su osvojili Mektić i Pavić rezultatom 6:4, 3:6, 10:6. Zanimljivo je da je to prvo olimpijsko tenisko finale u muškim parovima koje su igrali parovi iz iste države još od Londona 1908. kada su slavili Britanci.

### Kolovoz
- 31. kolovoza – Započeo beatifikacijski postupak za creskog svećenika Placida Cortesea

### Rujan
- 6. rujna – Svečanim euharistijskim slavljem na Trgu junaka u Budimpešti otvoren LII. Međunarodni euharistijski kongres.
- 12. rujna – U Varšavi ptoglasio blaženima Stefana Wyszyńskog i Majku Czacku.
- 14. rujna – Papa Franjo u apostolskom pohodu Slovačkoj u Prešovu suslavio euharistijsko slavlje grkokatoličkog obreda. Bogoslužje je predvodio nadbiskup Jan Babjak, a Križecačku eparhiju i HBK predstavljao je msgr. Milan Stipić.
- 21. rujna – Desetci tisuća Slovenaca prosvjedovalo protiv ograničavajućih epidemioloških odredbi slovenske vlade u Ljubljani.

### Listopad
- 1. listopada – predviđeno održavanje Svjetske izložbe 2020. Odgođena je 20. listopada 2020. zbog pandemije virusa COVID-19.[14]

### Studeni
- 1. studenoga – 12. studenoga – konferencija UN-a o klimatskim promjenama 2021. trebala bi se održati u Glasgowu, Škotska, Ujedinjeno Kraljevstvo.[15]
- 14. studenoga – Hrvatska nogometna reprezentacija u posljednjoj utakmici grupe H kvalifikacija za Svjetsko prvenstvo u Kataru 2022. u teškoj utakmici na Poljudu pobjedom nad Rusijom 1:0 autogolom Kudrjašova u 81. minuti zasjela na prvo mjesto skupine i izborila nastup na svjetskom prvenstvu. Ovom je pobjedom Zlatko Dalić postao prvi izbornik reprezentacije koji je odveo Hrvatsku na tri velika natjecanja.

### Športski događaji
- 13. siječnja – 31. siječnja – Svjetsko prvenstvo u rukometu – Egipat 2021.
- 11. lipnja – 11. srpnja – Europsko prvenstvo u nogometu – Europa 2020., koje je prethodno odgođeno 12. lipnja 2020. godine zbog pandemije virusa COVID-19.[16][17]
- 23. srpnja – 9. kolovoza – Ljetne olimpijske igre 2020. u Tokiju u Japanu. Prethodno su odgođene 24. srpnja 2020. zbog pandemije virusa COVID-19.[18]

## Smrti

### Siječanj
- 1. siječnja
  - Elmira Minita Gordon, 1. generalna guvernerka Belizea (* 1930.)
  - Carlos do Carmo, portugalski pjevač (* 1939.)
  - Liam Reilly, irski pjevač (* 1955.)
- 2. siječnja
  - Marco Formentini, talijanski političar, bivši gradonačelnik Milana (* 1930.)
  - Modibo Keita, 8. premijer Malija (* 1942.)
  - Michael McKevitt, irski republikanski paravojni vođa i osnivač Real IRA-e (* 1949.)
  - Paul Westphal, američki košarkaš i trener (* 1950.)
- 3. siječnja – Gerry Marsden, engleski glazbenik (* 1942.)
- 4. siječnja
  - Martinus Veltman, nizozemski fizičar i nobelovac (* 1931.)
  - Nojko Marinović, hrvatski general i dragovoljac Domovinskog rata (* 1948.)
  - Tanya Roberts, američka glumica (* 1955.)
- 7. siječnja – Biserka Cvejić, srpska operna pjevačica hrvatskog podrijetla (* 1923.)
- 8. siječnja – Goran Filipi, hrvatski jezikoslovac, romanist i leksikograf (* 1954.)
- 11. siječnja – Magda Matošić, hrvatska glumica (* 1928.)
- 13. siječnja - Sylvain Sylvain, američki rock gitarist (* 1951.)
- 15. siječnja – Benjamin de Rothschild,  francuski bankar iz švicarske linije francuske loze bankarske židovske obitelji Rothschild (* 1963.)
- 16. siječnja – Phil Spector, američki glazbeni producent, skladatelj i glazbenik (* 1940.)
- 20. siječnja – Mira Furlan, američko-hrvatska filmska, kazališna i televizijska glumica (* 1955.)
- 22. siječnja – Truda Stamać, hrvatska književnica i prevoditeljica (* 1942.)
- 23. siječnja – Larry King, američki radijski i televizijski voditelj (* 1933.)
- 24. siječnja – Mladen Baraković, hrvatski jazz glazbenik i kontrabasist (* 1950.)
- 26. siječnja – Egidio Ćepulić, hrvatski lječnik (* 1946.)
- 30. siječnja – Željko Pavičić, hrvatski skladatelj, tekstopisac i pjesnik (* 1949.)
- 31. siječnja – Miroslav Tuđman, hrvatski političar (* 1946.)[19]

### Veljača
- 1. veljače – Đuro Savinović, hrvatski vaterpolist (* 1950.)[20]
- 5. veljače – Christopher Plummer, kanadski glumac (* 1929.)[21]
- 7. veljače – Ante Mrvica, hrvatski pomorac (* 1952.)
- 8. veljače – Ivan Andrašić, hrvatski novinar, pjesnik i dramaturg iz Srbije (* 1955.)[22]
  - Dragutin Drk, hrvatski poduzetnik (* 1937.)
- 9. veljače – Leo Klasinc, hrvatski akademik (* 1937.)
- 14. veljače
  - Josip Stipanov,  hrvatski filozof, knjižničar te ravnatelj Nacionalne i sveučilišne knjižnice u Zagrebu. (* 1939.)
  - Duško Popovski, hrvatski malonogometaš, prvi kapetan hrvatske malonogometne reprezentacije (* 1970.)
- 16. veljače – Nenad Šepić, hrvatski pravnik i književnik (* 1943.)
- 19. veljače
  - Đorđe Balašević, srpski kantautor (* 1953.)[23]
  - Florijan Mićković, hrvatski umjetnik i akademski kipar (* 1935.)[24]
- 21. veljače
  - Lorenzo Montecalvo, talijanski svećenik i pisac (* 1945.)[25]
  - Zlatko Saračević, hrvatski rukometaš i trener (* 1961.)[26]
- 27. veljače – Dragutin Pasarić, hrvatski povjesničar i novinar (* 1948.)
- 28. veljače – Milan Bandić, zagrebački gradonačelnik (* 1955.)

### Ožujak
- 1. ožujka – Zlatko Kranjčar, hrvatski nogometaš i trener (* 1956.)[27]
- 6. ožujka – Boris Komnenić, srpski glumac (* 1957.)[28]
- 12. ožujka
  - Ivo Trumbić, hrvatski vaterpolist (* 1935.)
  - Višnja Markovinović, hrvatska slikarica i keramičarka (* 1930.)
- 13. ožujka – Josip Božičević, hrvatski akademik (* 1929.)
- 17. ožujka – Marijan Turkulin, hrvatski arhitekt (* 1939.)
- 22. ožujka – Ivan Mužić, hrvatski povjesničar (* 1934.)
- 23. ožujka – Irena Vrkljan, hrvatska književnica (* 1930.)
- 24. ožujka – Joško Juvančić, hrvatski kazališni redatelj i kazališni pedagog (* 1936.)
- 24. ožujka – Tomislav Meštrić, hrvatski književnik (* 1931.)
- 25. ožujka – Ivan Jurić, hrvatski povjesničar (* 1932.)

### Travanj
- 2. travnja – Fjodor Fatičić, hrvatski fotograf (* 1947.)
- 6. travnja
  - Mirko Kovačević, hrvatski književnik (* 1948.)
  - Hans Küng, švicarski katolički svećenik i teolog (* 1928.)
  - Predrag Živković Tozovac, srpski pjevač (*1936.)
- 8. travnja
  - Jovan Divjak, bosanskohercegovački general (* 1937.)
  - Stijepo Obad, hrvatski povjesničar (* 1930.)
- 9. travnja – Filip, vojvoda od Edinburgha, britanski princ, suprug kraljice Elizabete II. (* 1921.)
- 13. travnja – Dunja Hebrang, hrvatska književnica (* 1943.)
- 16. travnja – Krešmir Krnjević, hrvatski liječnik (* 1927.)
- 28. travnja
  - Juraj Gracin, hrvatski talijanist i kroatist (* 1938.)
  - Michael Collins, američki astronaut, član misije Apollo 11 (* 1930.)
  - Juan Joya Borja, poznat kao El Risitas, španjolski komičar i glumac (* 1956.)
- 29. travnja – Bogdan Žižić, hrvatski redatelj (* 1934.)

### Svibanj
- 4. svibnja – Saša Anočić, hrvatski glumac i redatelj (* 1968.)[29]
- 18. svibnja – Charles Grodin, američki glumac (* 1935.)
- 21. svibnja – Zdenko Vukasović, hrvatski nogometni vratar (* 1941.)

### Lipanj
- 9. lipnja – Gottfried Böhm, njemački arhitekt (* 1920.)
- 14. lipnja – Lisa Banes, američka glumica (* 1955.)
- 17. lipnja – Novica Zdravković, srpski pjevač (* 1947.)

### Srpanj
- 6. srpnja – Richard Donner, američki filmski redatelj (* 1930.)
- 11. srpnja – Nenad Šegvić, hrvatski kazališni glumac (* 1936.)
- 18. srpnja – Silvije Tomašević, hrvatski novinar i publicist, dopisnik za Večernji list iz Rima i Vatikana (* 1949.)
- 19. srpnja – Ranko Stojić, hrvatski glumac (* 1952.)
- 27. srpnja – Jakov Radovčić, hrvatski paleontolog (* 1946.)
- 28. srpnja – Ruben Radica, hrvatski skladatelj, glazbeni pedagog i akademik (* 1931.)

### Kolovoz
- 4. kolovoza – Sead Ivan Muhamedagić, hrvatski prevoditelj i pjesnik (* 1954.)
- 9. kolovoza – Tomislav Petranović Rvat, hrvatski slikar (* 1934.)
- 14. kolovoza – Ante Rožić, hrvatski arhitekt (* 1934.)
- 15. kolovoza – Gerd Müller, njemački nogometaš (* 1945.)
- 20. kolovoza – Rudolf Rabfeld, hrvatski kuglač i inženjer (* 1941.)
- 24. kolovoza – Charlie Watts, britanski glazbenik (* 1941.)
- 27. kolovoza – Stjepan Babić, hrvatski jezikoslovac (* 1925.)

### Rujan
- 2. rujna – Mikis Theodorakis, grčki skladatelj (* 1925.)
- 6. rujna – Jean-Paul Belmondo, francuski glumac (* 1933.)
- 7. rujna – Blaženka Milić, hrvatska operna pjevačica (* 1939.)
- 8. rujna – Branko Sokač, hrvatski geolog i akademik (* 1933.)
- 15. rujna – Žana Lelas, hrvatska košarkašica (* 1970.)
- 19. rujna – Marina Tucaković, srbijanska tekstopiskinja (* 1953.)
- 21. rujna – Zdravko Sančević, hrvatski diplomat i dužnosnik (* 1931.)
- 22. rujna – Nenad Nenadović, srbijanski glumac i TV voditelj (* 1964.)

### Listopad
- 5. listopada – Pavao Štalter, hrvatski animator, redatelj, scenograf i scenarist animiranih filmova (* 1929.)
- 15. listopada
  - Ivo Štivičić, hrvatski dramaturg i scenarist (* 1936.)
  - David Amess, britanski zastupnik (* 1952.)
- 18. listopada – Colin Powell, američki političar (* 1937.)
- 21. listopada
  - Žarko Potočnjak, hrvatski glumac (* 1946.)
  - Anđelko Vuletić, hrvatski i bosanskohercegovački književnik (* 1933.)

### Studeni
- 1. studenoga – Vlatka Grakalić, hrvatska pjevačica[30] (* 1973.)
- 5. studenoga
  - Marília Mendonça, brazilska pjevačica i tekstopiskinja (* 1995.)
  - Jelena Brajša, hrvatska humanitarka (* 1935.)
- 6. studenoga
  - Josip Uhlik, hrvatski arhitekt i urbanist (* 1921.)
  - Marinko Rokvić, bosanskohercegovački i srpski pjevač narodne glazbe (* 1954.)
- 19. studenog – Lili Legenstein, hrvatska kazališna umjetnica (* 1923.)
- 20. studenoga – Slavko Degoricija, profesor povijesti i hrvatski političar (* 1930.)
- 21. studenoga
  - Antonio Sammartino, hrvatski književnik (* 1961.)
  - Darija Kulenović Gudan, hrvatska filmska producentica[31] (* 1972.)
- 26. studenoga – Ante Barbača, hrvatski voditelj klape Šibenik (* 1941.)
  - 27. studenoga – Ivo Bičanić, hrvatski ekonomist (* 1951.)
- 30. studenoga
  - Marcus Lamb, američki evangelist i osnivač kršćanske televizije (* 1957.)
  - Ray Kennedy, engleski nogometaš (* 1951.)

### Prosinac
- 2. prosinca – Mladen Ivezić, hrvatski povjesničar, komparatist i filozof (* 1957.)
- 3. prosinca
  - Lamine Diack, senegalski športski djelatnik (* 1933.)
  - Kasandra, hrvatska pjevačica (* 1973.)
- 5. prosinca – Jadran Franceschi, hrvatski odvjetnik (* 1971.)
- 10. prosinca – Tomislav Kuljiš, hrvatski kroatist i pisac (* 1930.)
- 12. prosinca – Ranko Tihomirović, hrvatski kazališni glumac (* 1951.)
- 16. prosinca – Pavle Dešpalj, hrvatski dirigent, skladatelj i akademik (* 1934.)
- 28. prosinac – Grichka Bogdanoff, francuski televizijski voditelj (* 1949.)
- 31. prosinca – Betty White, američka glumica (* 1922.)

## Obljetnice i godišnjice
- 800 godina dominikanaca u Hrvatskoj.[32]
- 800 godina požeškog Kaptola[33]
- 700. obljetnica Danteove smrti[34][35]
- 500 godina Marulićeve Judite
- 500. godišnjica rođenja glagoljaša Stipana Konzula[36]
- 200. godišnjica smrti Napoleona Bonapartea[37][38]
- 150. godišnjica rođenja Filipa Lukasa
- 100. obljetnica rođenja Smiljka Ašpergera, Branka Bauera, Ivana Kožarića, Zvjezdane Ladike, Vojina Jelića, Ede Murtića, Ivana Rabuzina, Franje Rupnika i Fides Vidaković.
- 100. obljetnica smrti Pere Čingrije i Dragutina Hirca.
- 100. godišnjica Labinske republike i Proštinske bune.
- 100. obljetnica utemeljenja Marijine legije.
- 50. godišnjica Hrvatskoga proljeća.

## Vanjske poveznice
|  | Zajednički poslužitelj ima još gradiva o temi 2021. |